# Luís António da Silva Tavares de Carvalho
Luís António da Silva Tavares de Carvalho ComC • CvA • ComA (Sabrosa, Sabrosa, 5 de Janeiro de 1877 -?) foi um militar e político português.

## Biografia
Filho de Joaquim de Carvalho Tavares e Silva e de sua mulher.
Oficial do Exército, pertenceu à Arma de Administração Militar, atingindo o posto de Major.
Foi Administrador do Concelho de Vila Nova de Foz Coa e Secretário de diversos Ministros: entre Maio e Dezembro de 1915 do Ministro do Interior, entre Fevereiro e Maio de 1919 do Ministro da Guerra, entre Março e Junho de 1920 do Ministro das Finanças, e, entre Julho e Novembro do mesmo ano, do Ministro do Comércio. Em 1919 e 1921, foi eleito Deputado pelo Círculo Eleitoral de Setúbal, nas listas do Partido Democrático.
A 15 de Fevereiro de 1919 foi feito Cavaleiro da Ordem Militar de Avis, a 28 de Junho de 1919 foi feito Comendador da Ordem Militar de Cristo e a 5 de Outubro de 1921 foi elevado a Comendador da Ordem Militar de Avis.